# Cima della Sorgente di Dentro
La Cima della Sorgente di Dentro (in tedesco Innere Quellspitze) è un montagna delle Alpi Venoste, situata nella provincia autonoma di Bolzano e precisamente in val Senales, al confine con l'Austria.  
Secondo la suddivisione didattica tradizionale della catena alpina, fa parte delle Alpi Atesine. Secondo la Partizione delle Alpi, invece, si trova nelle Alpi Retiche, mentre secondo la SOIUSA fa parte della sezione delle Alpi Retiche orientali.